# Aphelandra campanensis
Aphelandra campanensis är en akantusväxtart som beskrevs av L.H. Durkee. Aphelandra campanensis ingår i släktet Aphelandra och familjen akantusväxter. Inga underarter finns listade i Catalogue of Life.